# Manvi
Manvi est une ville de l'État de Karnataka en Inde, chef-lieu d'un taluka du district de Raichur, dans le Karnataka. C'est la ville natale d'un célèbre Dâsa, disciple de Madhva : Sri Jagannatha Dasa, auteur du Harikathamruthasara, un classique de la musique carnatique.

## Démographie
Selon le recensement indien de 2001, Manvi a 37 613 habitants : 51 % d'hommes et 49 % de femmes. Le taux d'alphabétisation est de 47 %, plus bas que la moyenne nationale de 59,5 %. L'alphabétisation masculine est de 55 %, l'alphabétisation féminine est de 39 %. 17 % de la population a moins de 6 ans.

## Économie
Il y a des rizières irriguées par un canal sur la rive gauche du fleuve Tungabhadrâ.

## Politique
Le député actuel à l'assemblée fédérée est Hampayya Ballatgi. Le député actuel à la Lok Sabha, la chambre basse fédérale, est Shri S. Pakkirappa, qui représente la circonscription de Raichur.